# Бонинский земляной дрозд
Бонинский земляной дрозд (лат. Zoothera terrestris) — исчезнувший вид птиц из семейства дроздовых. Иногда его помещают в монотипический род Cichlopasser. Обитал на острове Титидзима (острова Бонин). Возможно, птицы гнездились на земле. Пять экземпляров находятся в музеях, в том числе два в Зоологическом музее в Санкт-Петербурге.

## Вымирание
В 1827 году экспедиция Бичи не обнаружила вид. В 1828 году Киттлиц собрал пять особей, став единственным натуралистом, который наблюдал представителей вида. Вымерли, возможно, вскоре после 1830 года из-за хищничества интродуцированных видов млекопитающих и утраты среды обитания.